# Ендрю Макколум
Ендрю Макколум (нар. 4 вересня 1983) — співзасновник Facebook і ангел-інвестор.

## Студентські роки
Він навчався у Гарвардському університеті з співзасновником Марком Цукербергом і іншими співзасновниками Фейсбуку. Він працював у Facebook з лютого 2004 по вересень 2007 року. Спочатку він працював над Wirehog, файлообмінною програмою, разом з Адамом д'Анджело. Згодом Макколум повернувся до Гарвардського коледжу, який закінчив у 2007 році, отримавши ступінь бакалавра з інформатики, і пішов далі, щоб отримати ступінь магістра в галузі освіти від Гарвардської Вищої школи освіти. Макколом був членом Гарвардської команди, яка змагалася в 31-й міжнародній студентській олімпіаді Асоціації обчислювальної техніки з програмування у Токіо. Також зайняв друге місце в регіональних змаганнях у Массачусетському технологічному інституті.

## Кар'єра
Ендрю Макколум був співзасновником JobSpice, інструмента підготовки онлайн-резюме. 
20 листопада, 2014, Ендрю Макколлум був оголошений новим СЕО проєкту Philo, змінивши на цьому посту Крістофера Торпа.